# Dictionnaire biographique du mouvement ouvrier international
Le Dictionnaire biographique du mouvement ouvrier international (DBMOI) est un ensemble de volumes nationaux documentant les grands noms du mouvement ouvrier dans leurs pays respectifs.

## Le Maitron
Le Dictionnaire biographique du mouvement ouvrier international est l'une des quatre composantes du  Maitron (du nom de son fondateur l'historien Jean Maitron). La série est publiée par les Éditions ouvrières, devenues Éditions de l'Atelier, sous la direction de Claude Pennetier après le mort de Jean Maitron en 1987.
Les trois autres composantes sont :
- le Dictionnaire biographique du mouvement ouvrier français (DBMOF) ; quarante-quatre volumes publiés de 1964 à 1997, auquel s'ajoute un cédérom général reprenant et enrichissant la totalité des volumes. Accès en ligne : http://maitron.fr/ ;
- le Dictionnaire biographique, mouvement ouvrier, mouvement social (DBMOMS) ; deux volumes publiés en 2006 et dix autres parus jusqu'en 2016 (chaque volume accompagné d'un cédérom reprenant et complétant substantiellement le volume papier). Accès en ligne http://maitron.fr/ ;
- les dictionnaires thématiques ; deux volumes parus (gaziers-électriciens et cheminots) ; un cédérom (cheminots) à paraître en 2007). Accès en ligne :  http://maitron.fr/spip.php?mot29

## Les volumes nationaux
De 1971 à 2006, neuf volumes du Dictionnaire biographique du mouvement ouvrier international ont été publiés :
- Autriche (sous la direction de Yvon Bourdet, Georges Haupt, Felix Kreissler et Herbert Steiner, Éditions ouvrières, 1971, 360 p.) ;
- Grande-Bretagne (sous la direction de Joyce Bellamy, David Martin, John Saville, adaptation de François Bédarida, Éditions ouvrières, 2 volumes : 1979, 296 p. et 1986, 313 p.). Accès en ligne http://maitron.fr/spip.php?mot1259 ;
- Japon (sous la direction de Shiota Shobei [塩田庄兵衛], 2 volumes : A-L, 1978, 381 p. et M-Z, 1979, 429 p.)
- Allemagne (sous la direction de Jacques Droz, 1990, 543 p.) ;
- Chine (sous la direction de Lucien Bianco et Yves Chevrier, Éditions ouvrières et Presses de la FNSP, 1985, 845 p.). Accès en ligne : http://maitron.fr/spip.php?mot12937 ;
- Maroc (sous la direction d’Albert Ayache, Éditions de l'Atelier, 1998, 230 p.) ;
- Komintern, l'histoire et les hommes. Dictionnaire biographique de l'Internationale communiste en France, en Belgique, au Luxembourg, en Suisse et à Moscou : 1919-1943 (sous la direction de José Gotovitch et Mikhaïl Narinski, Éditions de l'Atelier, 2001, 608 p.) (Collectif éditorial et auteurs : Michel Dreyfus, José Gotovitch, Peter Huber, Claude Pennetier, Brigitte Studer, Henri Wehenkel, Serge Wolikow, Aldo Agosti, Pierre Broué, René Lemarquis, Mikhaïl Narinski, Mikhaïl Panteleiev) . Accès en ligne : http://maitron.fr/spip.php?mot30 ;
- La Sociale en Amérique. Dictionnaire biographique du mouvement social francophone aux États-Unis, 1848-1922 (sous la direction de Michel Cordillot, Éditions de l'Atelier, 2002, 431 p.). Accès en ligne : http://maitron.fr/spip.php?mot4263 ;
- Algérie : engagements sociaux et question nationale. De la colonisation à l’indépendance (le dernier en date, réalisé sous la direction de René Gallissot et publié en janvier 2006, Éditions de l'Atelier, 608 p.). Accès en ligne: : http://maitron.fr/spip.php?mot216.
- Belgique. Accès en ligne : http://maitron.fr/spip.php?mot2333